# René Rocco
Renato Rocco dit René Rocco est un footballeur italien né le 3 novembre 1938 à Motta di Livenza, près de Venise (Italie) et décédé le 22 décembre 2007 à Besançon. Il a évolué comme milieu de terrain à Roubaix, Besançon et Lyon. 1,78 m pour 75 kg.

## Carrière de joueur
- 1955-1958: La Voulte-sur-Rhone
- 1958-1959: US Valenciennes Anzin
- 1959-1961: CO Roubaix-Tourcoing
- 1961-1966: RCFC Besançon
- 1966-1968: Olympique lyonnais
- 1968-1969: Tavaux

## Palmarès
- Vainqueur de la Coupe Charles Drago en 1962 avec le RCFC Besançon
- Vainqueur de la Coupe de France en 1967 avec l'Olympique lyonnais